# 学校法人きのくに子どもの村学園
きのくに子どもの村学園（きのくにこどものむらがくえん）とは、和歌山県橋本市にある学校法人。

## 概要
京都大学教育学部出身、元大阪市立大学教授の堀真一郎が、イギリスのサマーヒルスクールなどを範として創立した。堀真一郎は、当初、学園長、現在は理事長を務めている。
学園は、きのくに子どもの村小学校（1992年）、きのくに子どもの村中学校（1994年）、きのくに国際高等専修学校（1998年）、かつやま子どもの村小学校（1998年）、かつやま子どもの村中学校（2001年）、南アルプス子どもの村小学校（2009年）及び南アルプス子どもの村中学校（2012年）から構成される。括弧内は開校年。

学校法人九州自然学園が設置し、福岡県北九州市小倉南区に所在する北九州こどもの村小学校（2006年開校）及び北九州子どもの村中学校（2011年開校）は系列校である。さらに、児童数の減少で閉校した長崎県東彼杵町の旧音琴小学校校舎に、ながさき東そのぎ子どもの村小学校を2019年4月、併設の中学校を2020年4月に開校した。また、イギリス・スコットランドで、サマーヒルと並んできのくに子どもの村の自由教育のモデルとなったキルクハニティ・ハウス・スクールが、イギリス教育省から度重なる視察と訓告で1996年、閉校に追い込まれたところ、2001年6月、きのくに子どもの村がその土地建物を買い取り、キルクハニティ子どもの村という名称で、子どもたちの短期留学、異文化教育の活動拠点として活用している。
和歌山県橋本市と、堀真一郎の出身地でもある福井県勝山市並びに山梨県南アルプス市及び福岡県北九州市小倉南区に設置校・系列校がある。
教育理念は、自己決定、個性、体験の尊重。教師も児童生徒も同じ一票を持つミーティングを重視。
教育思想や実践は、A・S・ニールおよびジョン・デューイの流れを汲み、モデル校になったのは、A・S・ニールがイギリスに作った自由学校サマーヒル・スクールなど。
2022年7月31日放送のテレビ朝日のナニコレ珍百景でも取り上げられて堀真一郎理事長も取材に応じて見事に珍百景される。

## 設置校及び系列校
- きのくに子どもの村小学校・中学校、きのくに国際高等専修学校（和歌山県橋本市彦谷51）
- かつやま子どもの村小学校・中学校（福井県勝山市北谷町河合5-3、旧・勝山市立北谷小学校 校地）
- 南アルプス子どもの村小学校・中学校（山梨県南アルプス市徳永1717）
- 北九州子どもの村小学校・中学校（福岡県北九州市小倉南区平尾台二丁目5−24、旧・北九州市立新道寺小学校平尾分校 校地）
- ながさき東そのぎ子どもの村小学校・中学校（長崎県東彼杵郡東彼杵町）

## おもな出身者
- きのくに
  - 竹内一樹 - ミュージカル俳優
  - 天羽りいら - ミュージカル俳優　元タカラジェンヌ
  - 新納悠記 - ウクレレ奏者
  - 松本富有樹 - ギタリスト
  - 坂本菜の花 - 作家